# Przed rajdem
Przed rajdem – dokument produkcji polskiej z 1971 roku, w reżyserii Krzysztofa Kieślowskiego.

## Obsada
- Krzysztof Komornicki jako on sam